# 普里姆 (阿肯色州)
普里姆（英語：Prim）是位於美國阿肯色州克利本縣的一個非建制地區。該地的面積和人口皆未知。

## 地理
普里姆的座標為35°41′38″N 92°06′31″W / 35.69389°N 92.10861°W，而該地的平均海拔高度為370米（即1214英尺）。